# Магот
Маготът (Macaca sylvanus), наричан още берберски макак, е примат от семейство Коткоподобни маймуни.
Разпространен е в Северна Африка (Алжир и Мароко), както и в рамките на малка популация от Гибралтар в Европа.
Маготът е единствен представител на макаците извън Азия и единствената маймуна, която се среща в диво състояние на територията на Европа. Интересна особеност на магота е отсъствието на опашка, което го приближава до човекоподобните маймуни, но въпреки това е типичен представител на същинските маймуни.

## Физически характеристики
На размери, маготът достига до 75 cm на дължина и до 16 kg на тегло. Окраската на тялото е жълтеникавокафява до сива, по-светла в коремната област. Цветът на лицето е тъмнорозов. Опашката е закърняла. Предните крайници на маготите са по-дълги от задните крайници. Характерно е, че женските по правило са по-дребни.

## Разпространение
Маготът може да се открие в естествена среда в Северозападна Африка, в рамките на страните Алжир и Мароко. Популациите в тези страни непрекъснато намаляват по численост. За разлика от тях една малка популация, вероятно разселена от човека в Европа, е в процес на подем и нараства по численост. Това е така наречената гибралтарска популация. Според проучвания в рамките на Гибралтар има около 300 индивида, формирали пет отделни групи.

## Природозащитен статус
Някога широко разпространен в Северна Африка и Южна Европа, днес маготът е под заплаха вследствие изсичането на горите в тази част на света още от Римско време. На свобода са останали около 12 000 - 21 000 диви магота и видът е вписан в Червения списък на световнозатрашените видове на IUCN като уязвим.